# Toeppersee
Der Toeppersee (auch großer Toeppersee) ist ein See im linksrheinischen Westen der Stadt Duisburg zwischen den Stadtteilen Rheinhausen (Ortsteil Bergheim) und Rumeln-Kaldenhausen. Er entstand Ende des 19. Jahrhunderts durch Auskiesungsarbeiten, mit denen man um 1898 begann.

## Beschreibung
Der See ist benannt nach der Firma „Emil Toepper“, die die Auskiesung des Sees betrieb. Der See hat eine Fläche von 0,54 Quadratkilometern, eine maximale Tiefe von 10,7 Metern bei einer mittleren Tiefe von 4,5 Metern (Stand 2001).
Nach dem Zweiten Weltkrieg wurden Teile des Sees mit Abraum verfüllt.
1959 siedelte sich ein Wassersportverein an. Ab Mitte der 1960er-Jahre erfolgte der Ausbau des gesamten Areals zu einem Freizeitsee mit verschiedenen Angeboten wie Wassersport (unter anderem Segelclub und Wasserskianlage), Bootsverleih, Tennisplätzen und -halle sowie einem großen Freibad mit mehreren Außenbecken und Wellenbad.
Eine Schwimmhalle war geplant und die entsprechenden Funktionsräume bereits errichtet. Zum Bau des Hallenbades kam es allerdings nicht, nachdem nach der Eingemeindung der ehemals wohlhabenden Stadt Rheinhausen nach Duisburg 1975 das Geld fehlte. Auch aus Kostengründen kam es zum zunehmenden Verfall des Freibades. Nachdem ein Bürgerentscheid zu seiner Erhaltung gescheitert war, wurde es 2008 geschlossen. Danach wurde die Anlage abgerissen und ein einzelnes Hallenbad errichtet, welches die daraufhin geschlossenen, ebenfalls verfallenen Hallenbäder der Stadtteile Rumeln-Kaldenhausen und Rheinhausen ersetzen soll.
Heute bildet der Toeppersee, im Volksmund kurz Toepper genannt, mit dem nördlich gelegenen kleineren Nachbarsee kleiner Toepper(see), in der Region als Tegge bekannt, zusammen eine grüne Lunge zwischen Moers und Duisburg. Sie zählen am linken Niederrhein zu den bekanntesten Seen. In den heißen Sommermonaten zieht er täglich bis zu 5000 Menschen an. An der Tegge befindet sich eine Wasserskianlage.
Das Nordufer des Sees war Schauplatz der Fallschirmspringwettbewerbe der World Games 2005.
Seit einigen Jahren hat die Wasserpest im Toeppersee Wassersport und Angelei fast unmöglich gemacht. 2011 wurden 4.000 Rotfedern im See ausgesetzt, um die Pflanzen zu vertilgen.